# Tore Billing
Tore Billing (Källna, 14 ottobre 1816 – Stoccolma, 30 dicembre 1892) è stato un pittore svedese, specializzato come paesaggista.

## Biografia
Billing era figlio dell'ufficiale giudiziario Christoffer Billing e di Anna Fredrika Schmidt, nonché cugino di Gottfrid Billing. Dal 1846 fu sposato con la cantante Elma Ström.
Anche la loro figlia Anna Svenborg Billing fu un'artista.
Si laureò a Lund nel 1831. Come artista, studiò con il paesaggista norvegese Jacob Mathias Calmeyer e, durante gli anni '50 dell'Ottocento, fece diversi viaggi di studio in Danimarca, Germania, Svizzera, Belgio e Francia. È rappresentato da opere, tra gli altri, al Museo Nazionale (Nel parco di Drottningholm, 1875), al Museo d'arte di Göteborg, al Riksantikvarieämbetet, al Museo d'arte di Norrköping, e al Museo Härnösand. I suoi taccuini con alcuni dipinti sono conservati presso la Biblioteca dell'Università di Lund.
Gli studenti di Billing includono Olof Hermelin e Josefina Holmlund. Tore Billing è sepolto nel cimitero di Solna.